# Мария Петралифа
Мари́я Дукина Комнина Петралифа (греч. Μαρία Δούκαινα Κομνηνή Πετραλίφαινα; XIII век — XIII век) — супруга Феодора Комнина Дуки, правителя Эпира и Фессалии и фессалоникского императора с 1224 года. Мария первая из жён правителей Эпира, которая известна по имени: две жены Михаила I Комнина Дуки, предшественника её мужа, были из семьи Мелиссинов, но их имена неизвестны.
Мария была членом семьи Петралифов итальянского происхождения. Её брат Иоанн Петралифа был дворянином при дворе византийского императора Исаака II Ангела (1185—1195, 1203—1204) и был губернатором Фессалии и Македонии. В 1195 году он сыграл главную роль в изгнании Исаака и возведении на трон Алексея III Ангела (1195—1203). Дочь Иоанна Феодора Петралифа вышла замуж за Михаила II Комнина Дуку, внебрачного сына основателя Эпирского государства Михаила I Комнина Дуки.
Она вышла замуж за Феодора Комнина Дуку во время пребывания Феодора при дворе Феодора I Ласкариса. Феодор был сыном севастократора Иоанна Дуки и Зои Дукини. После того, как крестоносцы во время Четвёртого крестового похода захватили Константинополь в 1204 году, он последовал за Ласкарисом в Малую Азию, где Ласкарис основал Никейскую империю. Приблизительно в 1210 году сводный брат Михаил I Комнин Дука пригласил Феодора в Эпир, где Михаил основал независимое греческое государство. Михаил хотел заручиться поддержкой Феодора, поскольку его единственный сын, будущий Михаил II, был несовершеннолетним и незаконнорождённым, в то время как другие сводные братья Михаила считались не способными управлять. Согласно историку Константину Варзосу, первенец Марии и Феодора должен был родиться приблизительно в 1206 году.
Дети:
1. Анна Ангелина Комнина Дукина — жена сербского короля Стефана Радослава.
2. Иоанн Комнин Дука — стал правителем Фессалоник в 1237 году.
3. Ирина Комнина — жена болгарского царя Ивана II Асеня.
4. Димитрий Комнин Дука — правитель Фессалоник в 1244 году.